# Pioneer (hop)
Pioneer is een hopvariëteit, gebruikt voor het brouwen van bier.
Deze hopvariëteit is een "bitterhop", bij het bierbrouwen voornamelijk gebruikt voor zijn bittereigenschappen. Deze Britse variëteit is een "zustervariant" van de Britse Herald en verwant met de variëteit Yeoman.

## Kenmerken
- Alfazuur: 9 – 12%
- Bètazuur: 3,5 – 4%
- Eigenschappen: hoppig met citroen-pompelmoesaroma